# کنت روی تامسون
کِنِت تامپسون (به انگلیسی: Kenneth Thomson, 2nd Baron Thomson of Fleet) (زادهٔ ۱ سپتامبر ۱۹۲۳ - درگذشتهٔ ۱۲ ژوئن ۲۰۰۶) کارآفرین، سرمایه‌دار و مدیر ارشد اجرایی کانادایی بود، که در هنگام مرگ در سال ۲۰۰۶ به‌عنوان ثروتمندترین فرد کانادا و نهمین فرد ثروتمند جهان شناخته می‌شد.